# هيكل مكتف

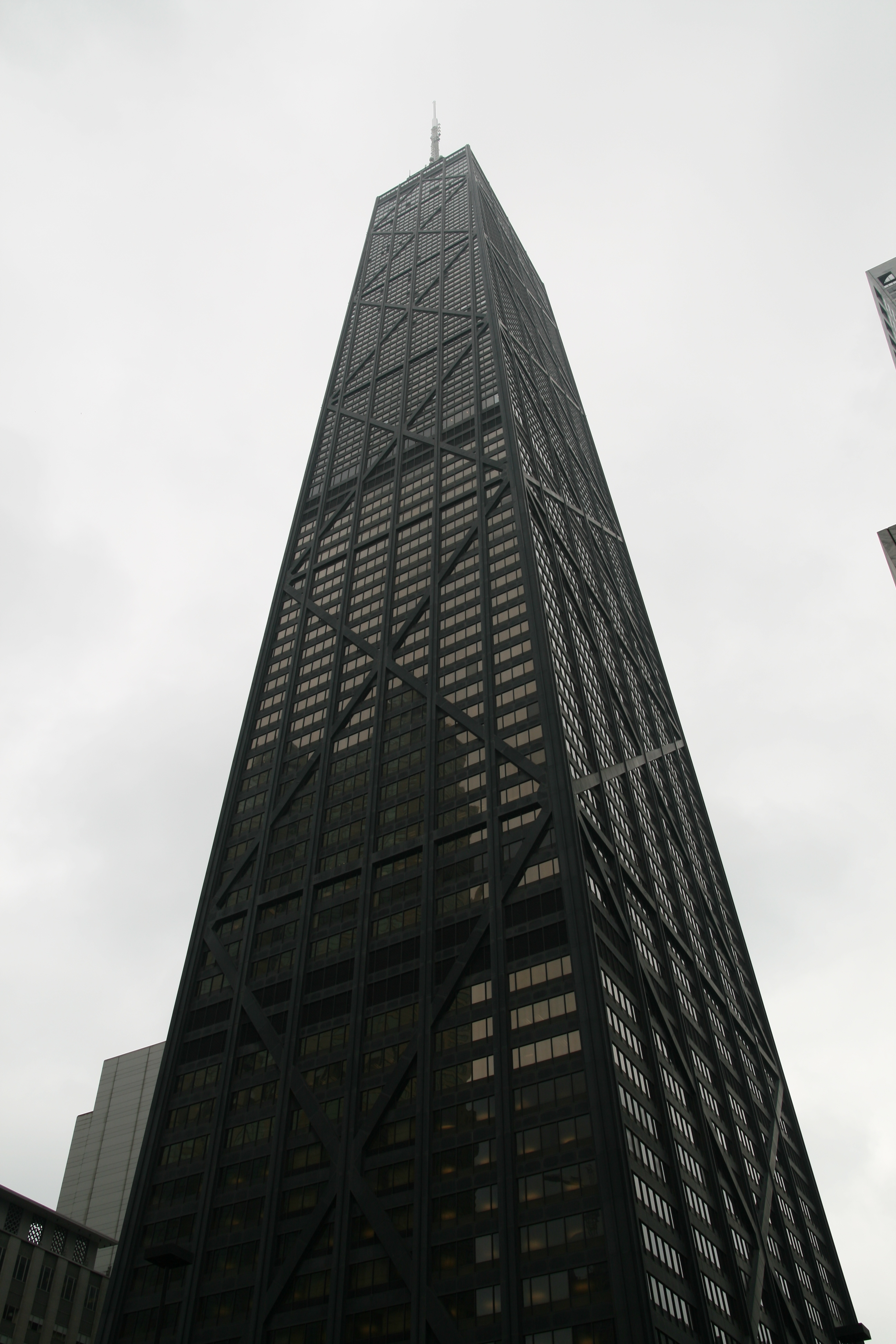
مركز جون هانكوك.

الهيكل المُكتف هو نظام إنشائي الذي صُمم ليقاوم أحمال الرياح والزلازل. العناصر في هذا الهيكل تتكون فيها قوي شد وضغط ،مماثل للجملون. عناصر الهيكل المكتف دائماً مصنوعة من الفولاذ.

## أنواع الهيكل
معظم الهايكل تكون مركزية بمعني أن كل عناصره تتقابل في نقطة واحدة، حيث مركز كل عنصر يمر في نفس النقطة.
- هيكل مُكتف عادي.
- هيكل مُكتف غير مًميز.

الهياكل العادية ليس لها شروط محددة لعناصرها أ واصلاتها، وتستخدم ف مناطق غير زلزالية. أما الهياكل المميزة مثل الهياكل في شيكاجو أو ألمانيا، والتي تكون في مناطق أكثر عُرضة لزلزال.